# Ponte Governador Orestes Quércia
A Ponte Governador Orestes Quércia é uma ponte estaiada localizada entre as zonas Central e Norte da cidade de São Paulo, estado de São Paulo, Brasil. Batizada em homenagem ao ex-governador Orestes Quércia, é formada por uma pista estaiada que cruza o Rio Tietê. Fazendo a ligação entre o Bom Retiro e Santana.
Foi inaugurada em 27 de julho de 2011, após nove meses de construção.

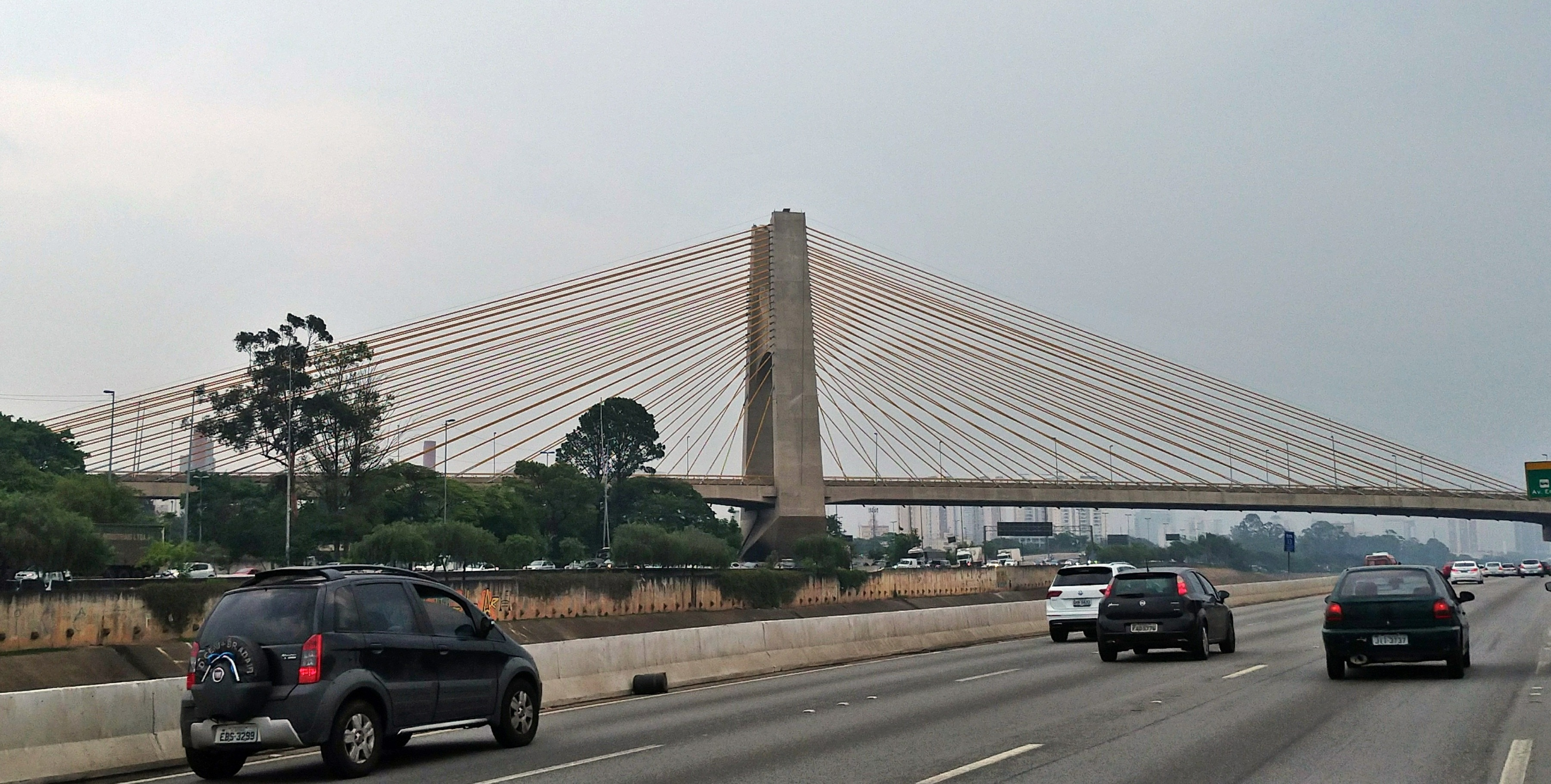
Vista da ponte a partir da Marginal Tietê
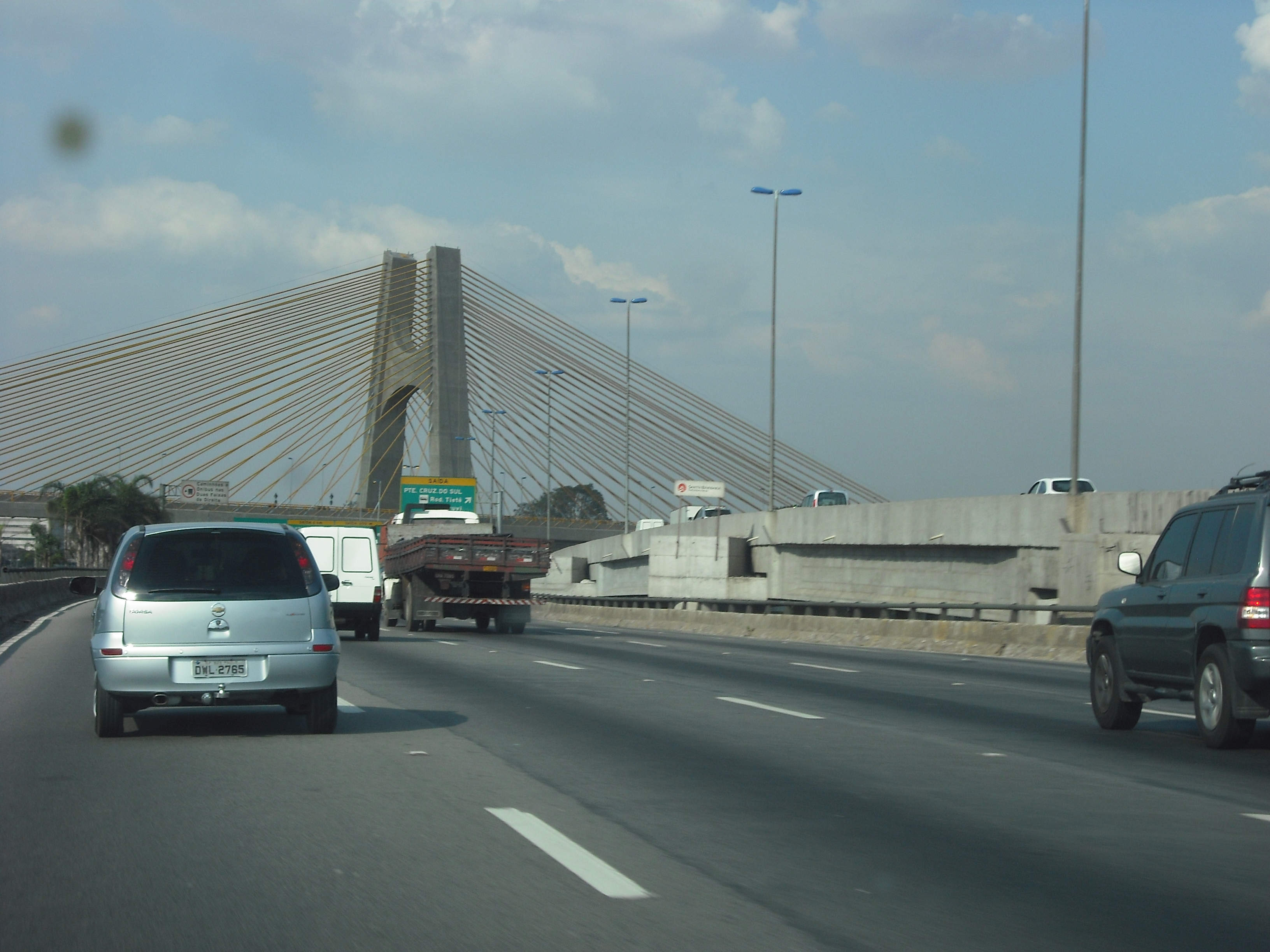
Vista parcial da ponte